# Tome
Tome (登米市 -shi) é uma cidade japonesa localizada na província de Miyagi.
Em 2003 a cidade tinha uma população estimada em 90 944 habitantes e uma densidade populacional de 169,55 h/km². Tem uma área total de 536,38 km².
Recebeu o estatuto de cidade a 1 de Abril de 2005.

## Cidades-irmãs
- Southlake, Estados Unidos
- Vernon, Canadá